# Pavlovci (Ruma)
Pour les articles homonymes, voir Pavlovci.
Pavlovci (en serbe cyrillique : Павловци) est un village de Serbie situé dans la province autonome de Voïvodine. Il fait partie de la municipalité de Ruma dans le district de Syrmie (Srem). Au recensement de 2011, il comptait 393 habitants.
Pavlovci est une communauté locale, c'est-à-dire une subdivision administrative, de la municipalité de Ruma.

## Géographie

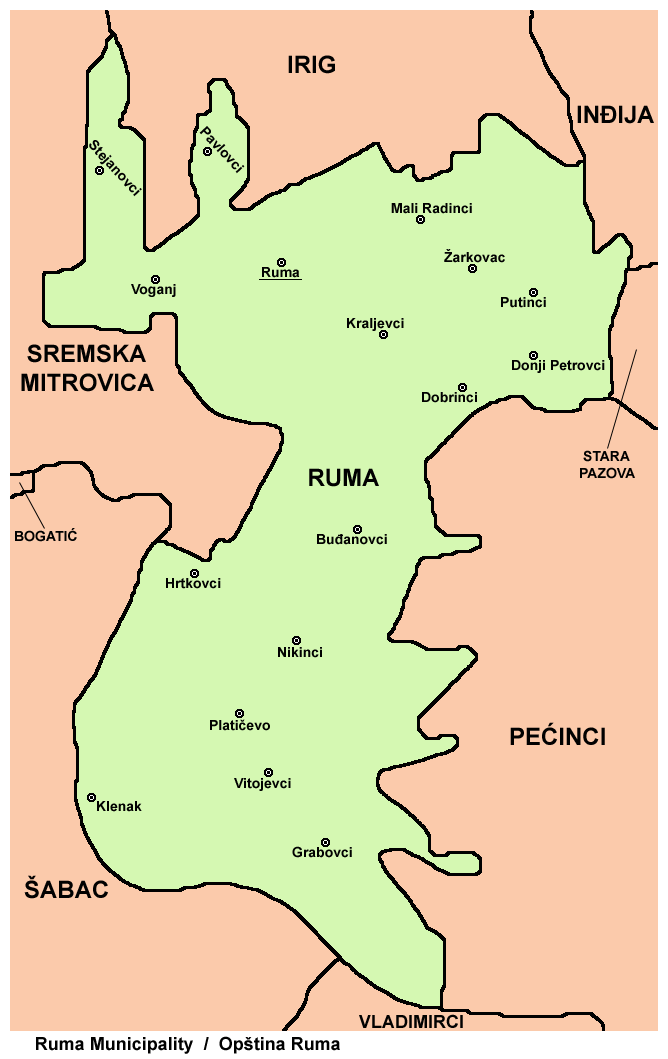
Localisation de Pavlovci dans la municipalité de Ruma

Pavlovci se trouve dans la région de Syrmie, sur les pentes méridionales du massif de la Fruška gora. Le lac de Kudoš est situé à proximité du village.

## Démographie

### Évolution historique de la population
| 1948 | 1953 | 1961 | 1971 | 1981 | 1991 | 2002 | 2011 |
| ---- | ---- | ---- | ---- | ---- | ---- | ---- | ---- |
| 470  | 487  | 528  | 493  | 424  | 404  | 460  | 393  |

|  |

### Données de 2002
Pyramide des âges (2002)
En 2002, l'âge moyen de la population était de 43,7 ans pour les hommes et 45,2 ans pour les femmes.
Répartition de la population par nationalités (2002)
En 2002, les Serbes représentaient 93,8 % de la population.

### Données de 2011
En 2011, l'âge moyen de la population était de 46,9 ans, 44,8 ans pour les hommes et 49,1 ans pour les femmes.